# Agullada (peix)
L'agullada (Centrophorus uyato) és una espècie de tauró esqualiforme de la família dels esquàlids, que viu al Carib, a l'Atlàntic oriental (des de Groenlàndia fins a Sud-àfrica), a la Mediterrània occidental, a l'oceà Índic i a les costes de Nova Zelanda i Taiwan.
Viu a la zona del talús continental, sobre els fons durs entre els 50 i 1.400 m de profunditat, més freqüentment als 200 m. Menja peixos ossis i petits invertebrats bentònics i demersals i també calamars. És ovovivípar aplacentari. La femella generalment pareix només un exemplar per ventrada, que pot fer entre 40 i 50 cm de longitud total. És una espècie sense interès comercial, encara que pot tindre potencialment una certa importància econòmica per la gran quantitat d'esqualè que conté el fetge.

## Descripció
- Cos fusiforme amb el musell no gaire allargat.
- Dues aletes dorsals amb espines.
- No té aleta anal ni membrana nictitant.
- Les aletes pectorals presenten una prolongació allargada de l'angle intern.
- Té cinc parells de fenedures branquials.
- Denticles dèrmics espinosos i irregularment repartits.
- Color terrós rogenc o grisós.
- Assoleix una longitud màxima de 100 cm.
- El mascle madura entre els 81 i 94 cm, i la femella entre els 75 i 89 cm.